# دان ريفيس (لاعب كرة قدم أمريكية)
دان ريفيس (بالإنجليزية: Dan Reeves)‏ هو لاعب كرة قدم أمريكية أمريكي، ولد في 19 يناير 1944 في روما في الولايات المتحدة.

## وصلات خارجية
- الموقع الرسمي
- دان ريفيس على موقع مرجع كرة القدم المحترفة.كوم (الإنجليزية)
- دان ريفيس على موقع كلية كرة القدم في سبورتس رفرنس.كوم (الإنجليزية)
- دان ريفيس على موقع قاعة جورجيا للمشاهير الرياضية (مؤرشف) (الإنجليزية)
- دان ريفيس على موقع إن إن دي بي (الإنجليزية)